# RAF Wyton

i7
i11
i13
Die Royal Air Force Station Wyton (IATA-Code: QUY, ICAO-Code: EGUY), kurz RAF Wyton, ist ein früherer Militärflugplatz und heute nicht mehr fliegerisch genutzter Standort der britischen Royal Air Force zwischen den Orten Wyton und St Ives in der Grafschaft Cambridgeshire, England.

## Geschichte
Die Verbindungen Wytons mit der Fliegerei reichen bis ins Jahr 1912. Der erste Einsatz der RAF im Zweiten Weltkrieg startete von Wyton, ebenso das erste Flugzeug der 1000 Bomberangriffe auf das Deutsche Reich. Die Pathfinder Force mit ihren de Havilland DH.98 Mosquito wurde am 14. August 1942 in Wyton aufgestellt und auch am letzten Bombenangriff auf Nazideutschland waren Maschinen aus Wyton beteiligt. Nach dem Krieg wurden die Pfadfinder aufgelöst, womit der militärische Flugbetrieb zunächst endete.
In den Jahren 1951 und 1952 diente der Platz als Durchgangsstation amerikanischer Bomber und im Januar 1953 begann die lange Ära der Fotoaufklärung. Anfangs noch mit Aufklärungsvarianten Mosquito, Gloster Meteor und Avro Lancaster ausgerüstet, wurde jedoch nach kurzer Zeit die English Electric Canberra als Fotoaufklärer in Dienst gestellt. Diese prägten für Jahrzehnte bis zur Einstellung des militärischen Flugbetriebes den Himmel über Wyton. In den 1960er bis 1970er Jahren lagen zusätzlich noch Staffeln mit Bombern vom Typ Avro Vulcan und später bis Anfang der 1990er Jahre Elektronische Aufklärungsflugzeuge vom Typ Nimrod R Mk.1 in Wyton.
In Folge bildete Wyton mit zwei anderen Einrichtungen die sogenannte „Tri-Station“ Basis RAF Brampton Wyton Henlow, wobei lediglich Wyton fliegerisch weitergenutzt wurde. Der sich auf leichte Schulflugzeuge konzentrierende militärische Flugbetrieb wurde schließlich nach Verlegung der hier stationierten Schulstaffeln nach RAF Cranwell und RAF Wittering im Februar 2015 eingestellt.

## Zukunft
Die früher fliegerisch genutzten Flächen sollen vom Militärgelände abgetrennt und zivil nicht-fliegerisch weitergenutzt werden. 
Die verbleibende Station untersteht dem Joint Forces Command.